# Minke Bisschops
Minke Bisschops (2 de septiembre de 2002) es una deportista neerlandesa que compite en atletismo, especialista en las carreras de velocidad. Ganó una medalla de bronce en el Campeonato Europeo de Atletismo de 2024, en la prueba de 4 × 100 m.

## Palmarés internacional
| Campeonato Europeo | Campeonato Europeo | Campeonato Europeo | Campeonato Europeo |
| Año                | Lugar              | Medalla            | Prueba             |
| ------------------ | ------------------ | ------------------ | ------------------ |
| 2024               | Roma (Italia)      | Medalla de bronce  | 4 × 100 m          |